# Tanz der Vampire (Film)
Tanz der Vampire (Originaltitel: The Fearless Vampire Killers, alternativ auch bekannt als Dance of the Vampires) ist eine Horrorkomödie aus dem Jahr 1967 von Roman Polański, der zusammen mit Gérard Brach auch das Drehbuch schrieb.

## Handlung
Professor Abronsius, der wegen seiner allzu kühnen Theorien zum Vampirismus seinen Lehrstuhl an der Universität von Königsberg (im Original: „Kurnigsburg“) verloren hat, reist mit seinem Schüler Alfred in die Südkarpaten, um dort den Vampirismus zu erforschen und zu bekämpfen. In seinem Quartier, einem Dorfgasthof, entdeckt Abronsius erste Hinweise auf Vampire: Knoblauchgirlanden. Er vermutet, ganz in der Nähe müsse ein Schloss, das Nest der Blutsauger, liegen. Die Gäste und der Wirt, Yoyneh Shagal, behaupten jedoch, nie von einem Schloss gehört zu haben.
Abronsius und Alfred beziehen das beste Zimmer des Hauses, das als einziges eine Badekammer besitzt. Hier nimmt Sarah, die bildhübsche Tochter des Wirtes, regelmäßig ihr Bad. Sie tut dies auch, als das Zimmer schon an die neuen Gäste vermietet ist. Als Alfred sie sieht, verfällt er sofort den Reizen des Mädchens. Als am folgenden Tag ein unheimlicher, hässlich verwachsener Buckliger – es ist Koukol, Krolocks Knecht – in den Gasthof gehumpelt kommt, um frische Kerzen zu kaufen, ist Abronsius überzeugt, dass das Nest der Vampire ganz nahe liegen müsse. Alfred folgt dem Buckligen, wird aber abgehängt und kehrt zum Gasthof zurück.
Als Sarah des Abends wieder ihr tägliches Bad nimmt, schwebt ein Vampir – es ist Graf Krolock, Fürst der Vampire – durch die Dachluke herein, beißt das Mädchen in die Halsschlagader und entschwindet mit ihr durch die Lüfte. Der verzweifelte Vater stürmt hinaus in die Schneelandschaft, um sie zu retten, wird aber am folgenden Morgen, zu einem Eisklumpen gefroren, von Dorfbewohnern aufgefunden und zurückgebracht. Abronsius untersucht die Leiche. Triumphierend weist er auf die zahlreichen Bisswunden hin, die seinen Verdacht erhärten. Abronsius rät der Witwe, dem Verstorbenen einen Holzpfahl ins Herz zu bohren, um seine Wiederkunft als Vampir zu vereiteln. Dies weist sie entrüstet von sich. Das rächt sich: Schon in der folgenden Nacht kehrt Shagal zurück. Nach einer wilden Verfolgungsjagd durch den Weinkeller entkommt er den beiden Vampirjägern. Sein erstes Opfer ist die schöne Magd Magda, deren Schlafstube er schon zu Lebzeiten nachts heimlich aufzusuchen pflegte. Danach flieht er zum Schloss des Grafen – auf Skiern verfolgt von Abronsius und Alfred.
So finden die beiden Vampirjäger das wie ausgestorben in den verschneiten Bergen liegende Schloss. Dort setzt sie der stumme Koukol in der Tischlerei fest, um sie dann zu seinem Herrn zu bringen: Graf Krolock empfängt sie mit formeller Höflichkeit, erkundigt sich nach Abronsius’ Königsberger Vampir-Studien und weist ihnen schließlich die Gästezimmer für die Nacht zu. Während sie sich zur Ruhe begeben – Abronsius überglücklich, Alfred in panischer Angst –, graut der Morgen. Krolock und sein Sohn Herbert begeben sich in die Gruft und betten sich für den Tag in ihre Särge.
Dort werden sie am nächsten Morgen von den beiden Vampirjägern gesucht. Der Särge tischlernde Knecht versperrt ihnen jedoch den direkten Weg in die Gruft, weshalb sie halsbrecherisch über schneebedeckte Zinnen von außen zu den Fenstern der Gruft balancieren. Alfred gelingt es, durch das schmale Fenster in die Grufthalle einzudringen, Abronsius aber bleibt im Fenster stecken. Von dort aus versucht er, Alfred anzuweisen, die Särge zu inspizieren und die Vampire mit einem durchs Herz geschlagenen Holzpflock zu erlösen. Doch Alfreds Nerven versagen vor Angst. Er flieht und will den Professor von der Außenseite des Fensters befreien, doch auf seinem Weg durchs Schloss wird er von einem betörenden Gesang abgelenkt. Er folgt der Stimme und findet in einem Zimmer Sarah beim Baden. Er will sie zur Flucht überreden, doch das Mädchen schwärmt bereits von einem Ball, der abends im Schloss gefeiert werden soll. Beim Blick aus dem Fenster sieht er den immer noch festsitzenden Professor. Es gelingt ihm, den schon halb erfrorenen Abronsius zu befreien, doch fällt ihm dabei der Koffer mit all den Instrumenten zur Vampirbekämpfung vom Dach, er purzelt den Bergabhang hinunter und verschwindet in den verschneiten Wäldern.
In einem alten Buch mit dem Titel 100 Wege sich ins Herz einer Jungfrau zu schmeicheln (im Original: A Hundred Goodlie ways of Avowing one’s Sweet Love to a Comlie Damozel) sucht Alfred nach Verführungskünsten, um das Mädchen zu gewinnen. Dabei wird er von Herbert überrascht, der Alfred umarmt und ihn in den Hals beißen will. Es gelingt dem bedrängten Opfer, das Buch schützend vor sich zu halten, und die langen Vampirzähne landen im Buchrücken statt in der Schlagader. Nach einer wilden Verfolgungsjagd entkommt Alfred dem liebestollen Vampir, indem er mit Abronsius in ein abgelegenes Gemach flüchtet. Von dort gelangen die beiden auf einen Söller und beobachten, wie zahlreiche Vampire aus den Gräbern des Schlossfriedhofs steigen und sich für den Ball bereit machen. Da überrascht sie der Graf. Er malt ihnen drastisch aus, was sie heute noch erwartet, und schildert ihr künftiges Schicksal als Vampire: Mit dem Professor wird er sich nächtens an geistvollen Gesprächen erbauen – viele Jahrhunderte lang. Während dieser Zeit soll sich Alfred mit Herbert anfreunden.
Abrupt beendet er das Gespräch und sperrt die beiden ein. Sie können sich jedoch befreien, überwältigen zwei Ballgäste und verkleiden sich mit deren Abendgarderobe. Unerkannt mischen sie sich unter die tanzenden Gäste. Ihre Tarnung fliegt jedoch auf, da sie mit Sarah die Einzigen sind, deren Bildnis von einem der großen Saalspiegel reflektiert wird – Vampire werfen kein Spiegelbild. Ehe die verblüfften Vampire die Situation begreifen, stürmen die Vampirjäger mit Sarah auf den Hof und fliehen mit Shagals Pferdeschlitten. Bei der Verfolgung der Fliehenden erleidet Koukol einen Unfall, indem er mit einem Sarg, den er als Schlitten verwendet, einen steilen Abhang hinabstürzt. Es wird angedeutet, dass er daraufhin von Wölfen zerrissen wird. Abronsius steuert den Schlitten, hinter ihm sitzen Sarah und der selige Alfred, zärtlich umschlungen. So bemerkt der liebestrunkene Alfred nicht, wie aus Sarahs verführerischen Lippen plötzlich zwei Vampirzähne herauswachsen und sich in seinen Hals graben. Während das Schlittengespann weiter durch die winterliche Vollmondnacht gleitet, kommentiert eine Stimme aus dem Off: „In jener Nacht wusste Professor Abronsius noch nicht, dass er das Böse, das er für immer zu vernichten hoffte, mit sich schleppte. Mit seiner Hilfe konnte es sich endlich über die ganze Welt ausbreiten.“

## Synchronisation
Die deutsche Synchronisation entstand im Auftrag der MGM Synchronisations-Atelier in Berlin, nach einem Dialogbuch und unter der Dialogregie von Michael Günther.
| Rolle               | Darsteller     | Synchronstimme    |
| ------------------- | -------------- | ----------------- |
| Prof. Abronsius     | Jack MacGowran | Alfred Balthoff   |
| Alfred              | Roman Polański | Horst Gentzen     |
| Graf von Krolock    | Ferdy Mayne    | Erich Fiedler     |
| Herbert von Krolock | Iain Quarrier  | Michael Chevalier |
| Sarah Shagal        | Sharon Tate    | Ingeborg Wellmann |
| Yoyneh Shagal       | Alfie Bass     | Hans W. Hamacher  |
| Rebecca Shagal      | Jessie Robins  | Erna Haffner      |
| Erzähler            | Ferdy Mayne    | Rolf Schult       |

Veränderungen in der deutschen Synchronfassung waren Gegenstand kritischer Beurteilungen. So versucht die Magd Magda den zum Vampir gewordenen Shagal mit einem Kreuz abzuwehren, der daraufhin nur lachend entgegnet: „You got the wrong vampire!“, was sich darauf bezieht, dass Shagal Jude ist. In den deutschen Untertiteln ist an der Stelle zu lesen: „Da hast du aber den falschen Vampir vor dir!“ In der deutschen Synchronisation hört man hier jedoch: „Das hilft doch nur bei den alten Vampiren!“ Hier wurde offenbar der Bezug absichtlich verändert, um für das deutsche Publikum den Bezug zum Judentum auszulassen. Dass Shagal Jude ist, wird durch den Namen, seine Schläfenlocken und seine Sheitel-tragende Frau Rebecca deutlich. Alf Brustellin merkte hierzu in Film 1 (1968) ironisch an: „Mit wirklich freundlicher Rücksicht auf unsere empfindlichen (historischen) Stellen, enthält man uns diese zwingend logische Pointe [vor].“ In der Musicalversion von 1997 wurde diese Änderung durch die deutsche Filmfassung korrigiert. Der Erzähler wird in der Originalversion von Ferdy Mayne gesprochen, der im Film auch Graf von Krolock darstellt, in der deutschen Version sind der Graf und Erzähler zwei unterschiedliche Stimmen, der Erzähler somit für den Zuseher eine unbekannte Person.

## Hintergrund

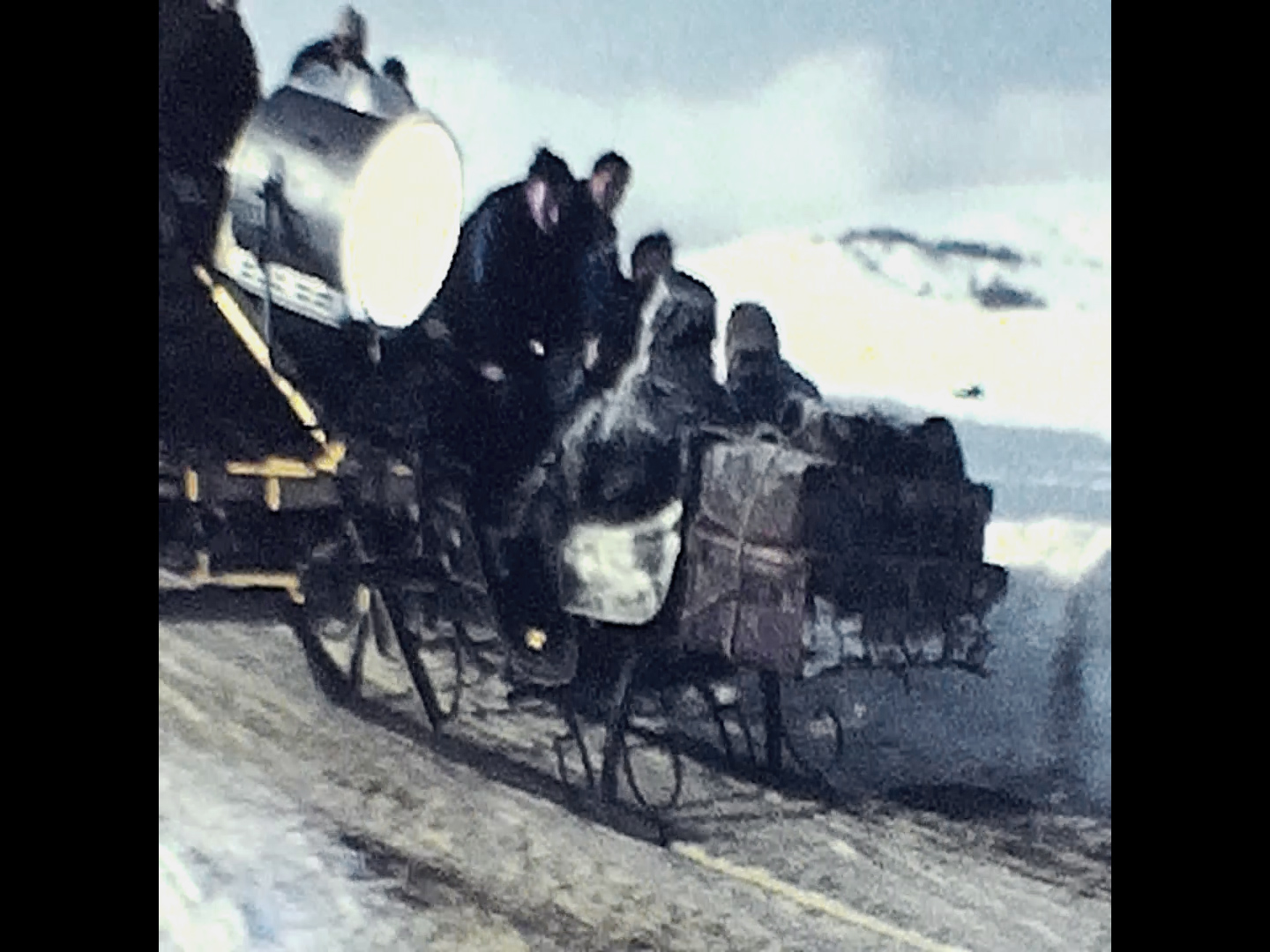
Filmaufnahmen auf der Seiser Alm mit den Hauptdarstellern

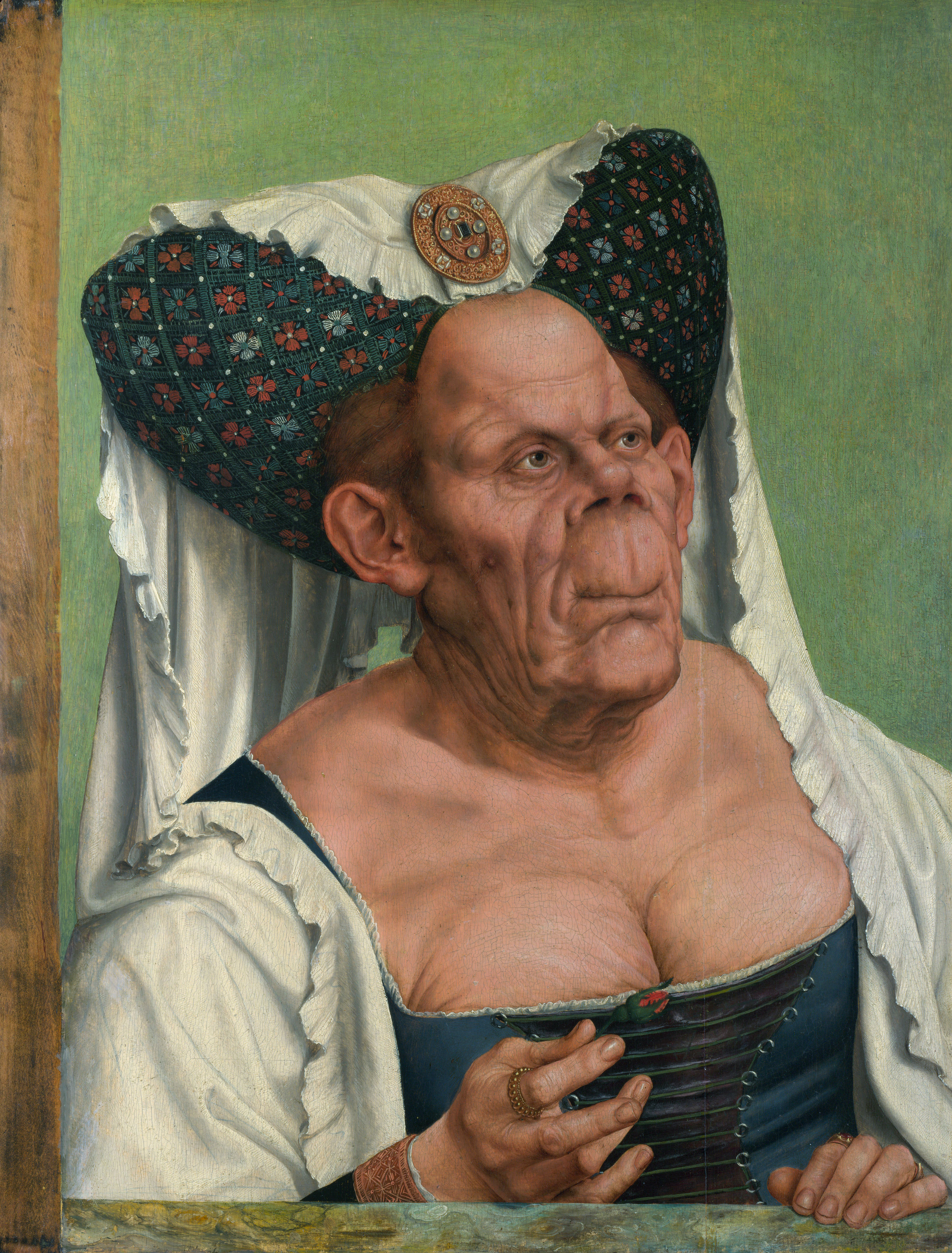
Gemälde Eine groteske alte Frau von Quentin Massys

- Laut Aussagen des Schauspielers Ferdy Mayne (im Interview vom 1. Mai 1990 mit Gerd J. Pohl in Berlin) wurde der Film ausschließlich im Studio gedreht. Dies mag für die Szenen mit Ferdy Mayne stimmen, wie aber Regisseur Polański in der Sendung Wetten, dass..? vom 28. Februar 1998 erklärte, wurde der Film unter anderem auch in den Dolomiten gedreht, zumindest die Außenaufnahmen stammen von dort. Einige Aufnahmen wurden in Gröden in Südtirol gedreht: deutlich zu sehen ist die Seiser Alm mit der Langkofelgruppe. Zahlreiche Hintergründe im Film sind auch gemalte Kulissen. Im Abspann des Films werden ausschließlich die MGM-British Studios und die Elstree-Studios (zwei damals in Borehamwood bei London dicht beieinander liegende Atelieranlagen) als Drehorte genannt.
- In den englischen Untertitel wird die Universität, in der Prof. Abronsius lehrte, Kurnigsburg geschrieben, aber sowohl der Erzähler am Anfang als auch Graf Krolock sprechen in der englischen Version Kurnigsburg als Königsberg aus. Dies lag daran, dass Ferdy Mayne, der den Part des Erzählers und die Rolle des Grafen Krolock übernahm, gebürtiger Deutscher war. Auch von Krolock spricht er in der englischen Version deutsch aus. Im gesamten Film spricht Mayne Englisch mit einem leichten, aber unüberhörbaren deutschen Akzent.
- Eines der Gemälde in der Ahnengalerie des Grafen Krolock ist dem Werk Eine groteske alte Frau von Quentin Massys nachempfunden. Das Gemälde in Alfreds Schlafzimmer auf dem Schloss stellt König Eduard IV. von England dar.
- Das Schloss wurde inspiriert durch Burg Taufers (einige Details wurden originalgetreu nachgebaut, so das Burgtor mit dem steinernen Spitzbogen und links davon die kleinere Pforte).[5]
- In den USA wurde der Film von MGM unter dem erweiterten Titel The Fearless Vampire Killers or Pardon Me, But Your Teeth Are in My Neck veröffentlicht, um den Film deutlicher als Parodie und Komödie erkennbar zu vermarkten. Zusätzlich hatte das US Intro noch einen kurzen Zeichentrickfilm am Anfang. Nach der Zeichentrickeinlage erscheint der MGM-Löwe, der dann vampirtypische Fangzähne bekommt.[6] In der europäischen Version verwandelt sich der MGM-Löwe in einen gezeichneten Vampir. In beiden Versionen löst sich von den jeweiligen Fangzähnen ein Blutstropfen, der über die Opening Credits tropft.
- Die Produktionskosten wurden auf zwei Millionen US-Dollar geschätzt.
- Die Dreharbeiten begannen im Februar 1966 und endeten im Juli 1966.
- Kinostart in Großbritannien war im Juni 1967, in Deutschland am 1. Dezember 1967. Erstausstrahlung im Fernsehen der Bundesrepublik war am 3. Dezember 1973 (ZDF), im Fernsehen der DDR am 1. März 1986 (DFF 2).

## Kritiken
„Die Klischees und Handlungsmuster des Vampir-Genres werden zu einer amüsanten Persiflage genutzt, in der makabre Schocks durch liebevolle Typenkomik ausbalanciert werden. Eine Hommage an das alte Horror-Kino und seine Effekte, zugleich eine Satire auf die tragikomischen Bemühungen bürgerlich-aufklärerischer Biedermänner im Kampf mit einer buchstäblich blutsaugerischen Aristokratie. Ein fantasievoll-intelligentes Vergnügen, das erneut Polanskis Thema der Menschlichkeit in einer feindlichen Umwelt anklingen läßt.“

„Der Fledermaus-Forscher Prof. Abronsius trägt das Übel des Vampirismus gegen seinen Willen in die ganze Welt. Diese dem Film „Vampyr“ von Carl Theodor Dreyer abgesehene Figur produziert mit dem Gehilfen Alfred, von Polanski selbst rührend-komisch gespielt, ein Feuerwerk an umwerfender Situationskomik und mitternächtlichem Grusel, dem die stimmungsvolle Musik von Komeda gekonnt nachhilft; ein zwischen Parodie und Horror balancierender Film. – (Wertung: 3 Sterne → sehr gut)“

„Wie ernst und fatalistisch diese Farce ist, merkt man allerdings erst, wenn man sich Polanskis Hollywooddebüt in der englischen Originalfassung ansieht. Wie so oft sind in der deutschen Synchronisation nicht nur die politischen Anspielungen verloren gegangen, man hat auch alle atmosphärischen und emotionalen Nuancen des Drehbuchs zerstört.“

„Roman Polanski setzt dabei auf relativ subtile Komik. Sein ‚Tanz der Vampire‘ ist auch eine Hommage an die Tatsache, dass vor allem das frühe Kino sich stark vor dem Herrscher aus Transsylvanien gefürchtet hat. Zwar scheuen Polanski und sein Drehbuchautor Gérard Brach nicht vor deftigen Ideen zurück, über weite Strecken herrscht jedoch ein fast stiller Slapstick und eine musikalische Montage vor. Das resultiert auch daraus, dass der Gehilfe Alfred (den Polanski selbst spielt) wenig spricht. Er tapst und hopst mit roten Wangen hinter den vielen unheimlichen Geschehnissen her, und findet ständig erfrorene oder erstarrte Menschenwesen.“

„Nur teilweise ironisch überhöhtes und in der Nähe der bäuerlich-derben Groteske angesiedeltes Grusical von und mit Roman Polanski. Dieser durchschnittliche Film ist der bisher schwächste des Erfolgsregisseurs.“

## Auszeichnungen
Die Filmbewertungsstelle Wiesbaden verlieh dem Film das Prädikat „wertvoll“.

## Soundtrack
Krzysztof Komeda: The Fearless Vampire Killers. Original Motion Picture Soundtrack. Auf ders.: Film Music: Rosemary’s Baby · The Fearless Vampire Killers. The Complete Recordings of Krzysztof Komeda Vol. 19. Polonia Records, Warszawa (Warschau) 1999, Tonträger-Nr. Polonia CD 160

## Musical
1997 hatte das Musical Tanz der Vampire unter der Regie von Roman Polański Premiere am Wiener Raimundtheater und wurde seitdem durchgehend an verschiedenen Theatern im deutschsprachigen Raum gespielt. Während die meisten internationalen Produktionen des Musicals erfolgreich liefen und laufen, war die eigens für den Broadway entstandene Neufassung des Musicals mit nur 117 Vorstellungen (davon 61 Previews) ein Desaster und gilt seitdem als größter Flop der Broadwaygeschichte. Die Musik stammt aus der Feder von Jim Steinman, das deutsche Libretto von Michael Kunze. In der Musicalfassung von 1997 wurde der Name „Shagal“ in „Chagal“ geändert.
Der Fokus der Handlung rückte hierbei von der absurd-chaotischen Jagd des Professors mit Alfred nach den Vampiren ab und fokussiert dagegen die im Film eher kleineren und weniger profilierten Rollen der Sarah und des Grafen von Krolock: So wird Sarah als junge, unschuldige Frau dargestellt, welche ihrem biederen Elternhaus entfliehen und das Unbekannte und ihre Sehnsüchte kennenlernen möchte (welche sie beim Grafen zu finden hofft), während der Graf als zutiefst unglückliches Wesen Liebe sucht, die er auf Grund seines Vampir-Daseins nicht verspüren kann, und als tragische Figur dargestellt wird. Die Rolle des Professors sorgt in der Handlung vor allem für slapstickhaften Humor und fällt im Vergleich zu seiner Rolle im Film wesentlich kleiner aus, während vor allem Alfreds Sorge und Suche nach Sarah das Geschehen vorantreibt.